# Comarca de Viana do Castelo
A comarca de Viana do Castelo é uma comarca integrada na divisão judiciária de Portugal. Tem sede em Viana do Castelo.
A comarca abrange uma área de 2 255 km² e tem como população residente 250 390 habitantes (2011).
Integram a comarca de Viana do Castelo os seguintes municípios:
- Viana do Castelo
- Arcos de Valdevez
- Caminha
- Melgaço
- Monção
- Paredes de Coura
- Ponte da Barca
- Ponte de Lima
- Valença
- Vila Nova de Cerveira

A comarca de Viana do Castelo integra a área de jurisdição do Tribunal da Relação de Guimarães.